# Nicholas White (médecin)
Pour les articles homonymes, voir White et Nicholas White (homonymie).
Nicholas John White (né le 13 mars 1951) est un médecin chercheur britannique, spécialisé en médecine tropicale dans les pays en développement.
Il est connu pour son travail sur les maladies tropicales, plus particulièrement sur sa polythérapie à base d'artémisinine contre le paludisme.

## Biographie
Nicholas White est diplômé de la Guy’s Hospital Medical School de Londres et suit une formation en médecine interne dans plusieurs hôpitaux universitaires de Londres et à la Radcliffe Infirmary, à Oxford. 
En 1980, il se rend en Thaïlande pour rejoindre une collaboration de recherche entre la Faculté de médecine tropicale de l'Université Mahidol et le Département de médecine de Nuffield de l'Université d'Oxford. 
En 1986, il prend la direction de cette unité et ouvre ensuite des unités sœurs au Vietnam (1991) et au Laos (1999). Ces unités sont à la pointe de la recherche clinique sur le paludisme, la mélioïdose, la typhoïde, le tétanos, la dengue, les infections du système nerveux central, la rickettsia et la grippe aviaire.
Il est l'auteur, ou co-auteur, de plus de 1000 publications scientifiques

## Travaux

### Artémisinine et paludisme
Lui et son équipe ont mené une série d'études cliniques qui ont démontré l'efficacité de l'artémisinine pour le traitement du paludisme auparavant résistant aux médicaments, d'abord en Asie du Sud-Est, puis ailleurs dans le monde.
Cette approche est désormais largement acceptée par l'Organisation mondiale de la santé. La polythérapie à base d'artémisinine est désormais devenue le traitement recommandé contre le paludisme dans le monde, à la fois dans les cas simples et graves. Les études cliniques et pharmacologiques menées par le professeur White et ses collègues ont grandement contribué à l'établissement des protocoles et des politiques de traitement actuels, cette approche a sauvé des millions de vies.

## Distinctions

### Décorations
- Chevalier commandeur de l'ordre de Saint-Michel et Saint-Georges Il est fait KCMG lors des honneurs du Nouvel an 2017 (en)
- Officier de l'ordre de l'Empire britannique Il est fait OBE lors des honneurs de l'anniversaire de la Reine de 1999 (en)[5].

### Sociétés savantes
- 2006 : Fellow de la Royal Society[6]

### Distinctions
- 1993 : Médaille Chalmers (en) de la Royal Society of Tropical Medicine and Hygiene
- 2005 : Prix GlaxoSmithKline (en) de la Royal Society[1]
- 2010 : Médaille Manson (en) de la Royal Society of Tropical Medicine and Hygiene
- 2010 : Canada Gairdner Global Health Award (en) de la Fondation Gairdner[2]
- 2010 : Prix Prince Mahidol, décerné par la famille royalz thaïlandaise[4].